# ISS (entreprise)
Pour les articles homonymes, voir ISS.
 (mars 2022).
ISS est une entreprise opérant dans les services d'infrastructures, spécialisée notamment dans le nettoyage, présente dans une trentaine de pays.

## Histoire
En 1901, København-Frederiksberg Nattevagt est fondée à Copenhague, au Danemark, en tant que petite entreprise de sécurité avec 20 veilleurs de nuit.
En 1934, KFN entre dans le secteur du nettoyage avec la création de Det Danske Rengørings Selskab en tant que filiale de la société de sécurité.
En 1946, KFN effectue une première expansion géographique hors du Danemark avec la création d'une filiale suédoise.
En 1968, la société adopte le nom ISS.
En 1996, un article des Echos indique que depuis plusieurs années ISS s'est développée en effectuant des acquisitions et non une croissance interne, privilégiant le volume aux marges. La stratégie se révèle coûteuse aux États-Unis, où la société a racheté pendant 18 ans des sociétés ayant au total un chiffre d'affaires de 900 millions de dollars : la société découvre un maquillage de comptes et un trou de 146 millions de dollars. Elle annonce alors des pertes et une cession de 75% de sa filiale américaine à une entreprise canadienne, ainsi qu'un recentrage sur l'Europe et l'Asie.
En 1999, ISS acquiert Abilis à Vedior pour 500 millions d'euros, renforçant ses positions au Benelux, en Allemagne et en France, où il acquiert une taille comparable à celle d'Onet. Durant l'année 1999, ISS acquiert 32 entreprises, et sur le premier semestre 2000 en acquiert 21. En 2001, Les Echos indiquent qu'ISS a acquis 117 entreprises en l'espace de deux ans. Son chiffre d'affaires a ainsi augmenté de 45 %, tandis que son résultat net a baissé de 10%, en raison du coût des acquisitions et de l'augmentation des frais liés à la dette subséquente.
Entre 2004 et 2006, ISS acquiert progressivement Tempo Services, entreprise australienne d'environ 20 000 employés.
À partir de 2007, ISS est contrôlé par le fonds d'investissement suédois EQT et par Goldman Sachs Capital Partners.
Un article de 2010 des Echos indique qu'ISS propose à des entreprises ou à des administrations des « services de nettoyage, de sécurité ou de restauration » ; en 2015, Les Echos affirme qu'ISS est « leader mondial du nettoyage ».
En 2011, ISS accepte une proposition de rachat par G4S pour un montant de 5,2 milliards de livres, dette comprise, la dette d'ISS s'élevant à 3,67 milliards de livres,. Finalement, l'opération échoue, sur refus des actionnaires de G4S sollicités pour financer une part du rachat.
En 2014, Id Verde est scindé d'ISS après son rachat par la société d'investissement Chequers Capital.
En 2018, ISS annonce une restructuration importante, avec un plan de ventes d'activités étalées jusqu'en 2020, ce qui correspond à une diminution de 100 000 employés sur les 490 000 qu'il emploie, le retrait de 13 pays, et une baisse de 12% de son chiffre d'affaires.
En 2022, Le Parisien indique que l'entreprise a 400 000 employés dans 30 pays.

## Activités et filiales en France
En 2012, le chiffre d'affaires de la société en France est de 1,2 milliard d'euros. Après avoir cédé ses activités Espaces Verts en 2015 et Hygiène/Prévention en 2019, son chiffre d'affaires est de 611 millions en 2021.
En 2022, ISS emploie 18 000 salariés en France, et propose des prestations dans 3 domaines :  
- Propreté : propreté et services associés des sites tertiaires, sites industriels, établissements de santé/zones à empoussièrement contrôlée, agro-alimentaire, transport
- Logistique & Production : délégation de production et logistique
- Facility Management : pilotage de plusieurs activités avec un interlocuteur unique autour des services aux occupants (gestion du courrier, factotum, propreté...) et  du multi-technique (climatisation, chauffage, électricité)[17]

Marc De Oliveira est président d'ISS France depuis 2022.